# Football Club de Martigues
Football Club de Martigues, também conhecido como FC Martigues, é um clube de futebol francês situado na comuna de Martigues. Atualmente disputa na Ligue 2.

## História
O clube foi fundado em 1921 e dá seus jogos no Estádio Francis-Turcan.

## Elenco atual
- Atualizado até 14 de Outubro de 2024[2]

Nota: Bandeiras indicam equipe nacional, conforme definido pelas regras de elegibilidade da FIFA. Os jogadores podem ter mais de uma nacionalidade não-FIFA.
| N.º |                 | Posição | Jogador                                     |
| --- | --------------- | ------- | ------------------------------------------- |
| 3   | Guadalupe       | D       | Steve Solvet                                |
| 5   | Guiné           | D       | Simon Falette                               |
| 6   | França          | M       | Francis Kembolo                             |
| 7   | França          | M       | Oualid Orinel                               |
| 8   | França          | A       | Ilyes Zouaoui                               |
| 9   | França          | A       | Romain Montiel                              |
| 10  | França          | A       | Karim Tlili                                 |
| 11  | França          | A       | Abdoul Diawara                              |
| 12  | França          | M       | Milan Robin                                 |
| 14  | Congo           | A       | Bevic Moussiti-Oko                          |
| 17  | França          | A       | Steve Shamal                                |
| 18  | Marrocos        | D       | Ayoub Amraoui (emprestado pelo Nice)        |
| 19  | Costa do Marfim | A       | Patrick Ouotro (emprestado pelo Strasbourg) |
| 20  | Martinica       | G       | Yannick Etile                               |
| 21  | Argélia         | D       | Yanis Hadjem                                |

| N.º |                    | Posição | Jogador                                   |
| --- | ------------------ | ------- | ----------------------------------------- |
| 22  | Comores            | D       | Akim Djaha                                |
| 23  | Mali               | M       | Mahamé Siby (emprestado pelo Malmö)       |
| 24  | França             | D       | Léandro Morante                           |
| 26  | França             | M       | Samir Belloumou                           |
| 27  | República do Congo | A       | Alain Ipiélé                              |
| 29  | França             | A       | Oucasse Mendy                             |
| 30  | França             | G       | Jérémy Aymes                              |
| 33  | França             | D       | Max Bonalair                              |
| 34  | França             | D       | Luan Gautier                              |
| 39  | Guadalupe          | D       | Nathanaël Saintini (emprestado pelo Sion) |
| 40  | França             | G       | Yan Marillat                              |
| 41  | França             | M       | Mohamed Bamba                             |